# Joséphine-Blanche Bouchet
Pour les articles homonymes, voir Bouchet.
Joséphine-Blanche Bouchet, connue sous les noms de plume de Mme J. Colomb ou Mme Louis-Casimir Colomb, née le 4 février 1833 à La Roche-sur-Yon (Vendée) et morte le 17 septembre 1892 à Villerville (Calvados) est une femme de lettres française.

## Biographie
Née de Louis Bouchet (1785-1866), docteur en médecine, et de Marie Anne Julienne Perrine Langlais (1790-1859), Joséphine-Blanche Bouchet épouse l'universitaire, illustrateur et écrivain Louis-Casimir Colomb (1834-1890) le 14 novembre 1859. Elle signe ses ouvrages « Mme J. Colomb » ou « Mme Louis-Casimir Colomb ». Ses livres à destination de la jeunesse sont édités dans la collection « Bibliothèque des écoles et des familles » des Éditions Hachette à Paris. Au lieu de présenter les habituels orphelins ou adolescents malheureux des ouvrages de fiction juvénile de la fin du XIXe siècle, Colomb a construit des personnages avec un esprit en propre qui remettent souvent en question l’autorité des adultes avec intelligence.
On lui doit en outre une version versifiée des Béatitudes sur une musique de César Franck.
L’Académie française lui décerne le prix Montyon en 1875 et le prix Jules-Favre en 1893.

## Publications

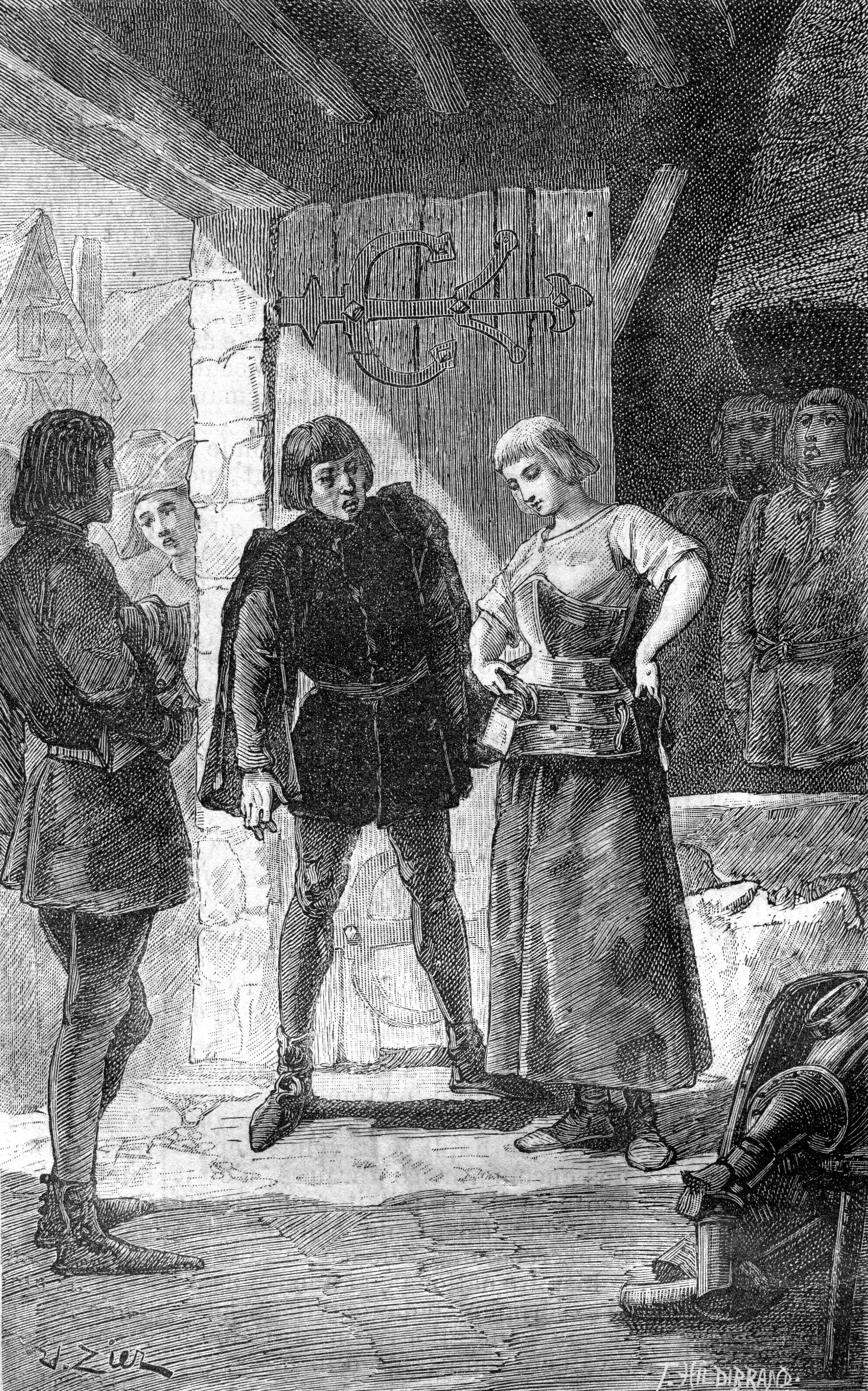
« Jeanne essayant sa cuirasse », illustration d'Édouard Zier gravée par Henri Théophile Hildibrand publiée dans Pour la Patrie (1885).

- La Fille de Carilès / Le Petit Prince Ulrich / Nedji la bohémienne / La Bonne Mitche, illustré par Adrien Marie, Hachette, 1874.
- Le Violoneux de la sapinière, illustrations d'Adrien Marie, Paris, Hachette et Cie, 1874
- La Fille de Carilès, 1875.
- Chloris et Jeanneton, 1877.
- L'héritière de Vauclain, illustré par Charles Édouard Delort, Hachette, 1879.
- Feu de paille, 1881.
- Le Sansonnet de Madame Duysens / Le Maître de Papillon / Le Prix d'honneur, 1882.
- Denis le Tyran, Hachette, 1883.
- Pour la muse, illustré par Osvaldo Tofani, 1884.
- Contes vrais, Hachette, 1884.
- Pour la Patrie ! (aux exilés d'Alscace-Lorraine), illustré par Édouard Zier, 1885.
- Simples Récits (Marianne Button / Le Matin et le Soir / Les Consolateurs d'Hassan, etc.), Hachette, 1885.
- Hervé Plémeur, illustré par Édouard Zier, Hachette, 1886.
- Danielle, 1888.
- Le Petit Livre des souvenirs, Hachette, 1888.
- Les Révoltes de Sylvie, illustré par S. Auzanne, 1889.
- Le Bonheur de Françoise, illustré par S. Auzanne, 1889.
- Les Étapes de Madeleine, illustré par S. Auzanne, 1889.
- Mon oncle d'Amérique, illustré par Osvaldo Tofani, 1890.
- Histoires de tous les jours, Hachette, 1890.
- Les Filles du fermier, Hachette, 1891.
- Les Conquêtes d'Hermine, illustré par Hermann Vogel, 1892.
- Hélène Corianis, illustré par A. Moreau, 1893.
- Deux Mères, illustré par Adrien Marie, Hachette, [S.d.] .
- Petites nouvelles, [S.d.].
- Le Pauvre François / Ferma contre Pagliati, [S.d.].
- Jean l'Innocent, [S.d.].
- Aventures de Trottino, [S.d.].
- Franchise, [S.d.].
- L'Ambition de Jean Trémisort, [S.d.].
- Bataille de fleurs / Les nénuphars / Les lions de mon oncle Paul, [S.d.].
- Chimères, [S.d.].
- Les Cinq Ans de Frédéric, [S.d.].
- Contes aux enfants sages, [S.d.].
- Contes de vacances, [S.d.].
- Contes pour les enfants, [S.d.].
- Contes qui finissent bien, [S.d.].
- En province, [S.d.].
- Entre oiseaux (On prend plus de mouches avec une cuillerée de miel qu'avec une tonne de vinaigre), [S.d.].
- La Famille de Friquet, [S.d.].
- La Fille des bohémiens, [S.d.], avec 112 dessins de Stanislaw Rejchan.
- Franchise : Aimery au clair visage : roman de chevalerie, illustré par C. Monnot, vignettes sur bois de C. Delort, [S.d.].
- L'Héritière de Vauclain, [S.d.].
- Histoires de bêtes, [1890].
- Histoires et proverbes, [S.d.].
- Histoire morale et instructive de Matou, [S.d.].
- Les Infortunes de Chouchou, [1881].
- Maître Pizzoni / L'Élève de Leoni / Le Chanteur florentin / Tante Gertrude / Une Signature / Chez Grand'Père, [S.d.].
- Mirliflor / Blanche-Écume (Les malheurs de Bébelle), [S.d.] .
- L'Ours de neige, [S.d.].
- Petites Nouvelles, [S.d.].
- Pieter Vandael, [1883].
- Pour les faire mentir, [S.d.].
- Le Prix de Gisèle, [S.d.].
- Récits et historiettes, [S.d.].
- Sabine, [S.d.].
- Souffre-Douleur, [S.d.].
- Sur les toits, [S.d.].
- La Trouvaille de Jeannette / La Victime de Ravageot, [S.d.].
- Une nichée de pinsons, [1895].

### Traductions d’ouvrages d’auteurs italiens
- De ma fenêtre, roman de Grazia Pierantoni-Mancini.
- Constantinople, par Edmondo De Amicis.
- L'Espagne, par Edmondo de Amicis.
- Souvenirs de Paris et de Londres, par Edmondo De Amicis.